# Factice

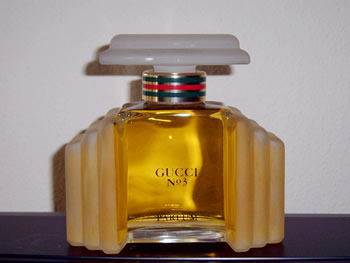
Factice Gucci № 3

Factice (frz. objet factice ‚Attrappe‘, gelegentlich auch Factise) nennt man einen nachgebildeten Dekorationsflakon in der Parfumbranche. Diese den Originalflakons nachgebildeten Schauverpackungen stellen die Parfumfläschchen oft vergrößert dar. Gefüllt sind sie nicht mit dem Parfum selbst, sondern mit einer auf dieses farblich abgestimmten Ersatzflüssigkeit.
Als Sammlerstücke sind Facticen sehr begehrt.